# Super deformed

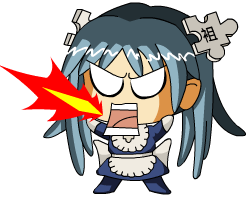
Wikipe-tan enojada

Super Deformed (también conocido simplemente como "SD") es el estilo de dibujo de lo que comúnmente se llaman "personajes cabezones". Entre los otakus occidentales, a estos personajes se los suele emparentar con el estilo chibi, siendo que son estilos casi idénticos.
Son caricaturas de cualquier tipo de personaje, generalmente de anime o manga, y su principal característica es la reducción de estatura y el aumento del tamaño de la cabeza, a veces incluso hasta el mismo tamaño que el propio cuerpo.
Normalmente este tipo de dibujos suelen tener toques de humor y hacer escenas graciosas, siendo que también son relacionados con el estilo de fisionomía "kawaii", lo que hace que sean divertidos.
Dadas las facilidades que da reproducir una figura en formato SD, este estilo se emplea también para la creación y venta de artículos de muchas franquicias de anime, mangas y videojuegos.